# Еміліано Фігероа Ларраін
Еміліано Фігероа Ларраін (ісп. Emiliano Figueroa Larraín; 12 липня 1866, Сантьяго — 15 травня 1931, Сантьяго) — чилійський політичний діяч, член Ліберальної партії Чилі. 1910 року нетривалий час займав посаду віцепрезидента Чилі, а з 1925 по 1927 рік обіймав посаду президента Чилі. З 1929 по 1931 роки був керівником Центрального банку Чилі.